# 東京大学検見川総合運動場
座標: 北緯35度39分33.9秒 東経140度4分30.7秒 / 北緯35.659417度 東経140.075194度

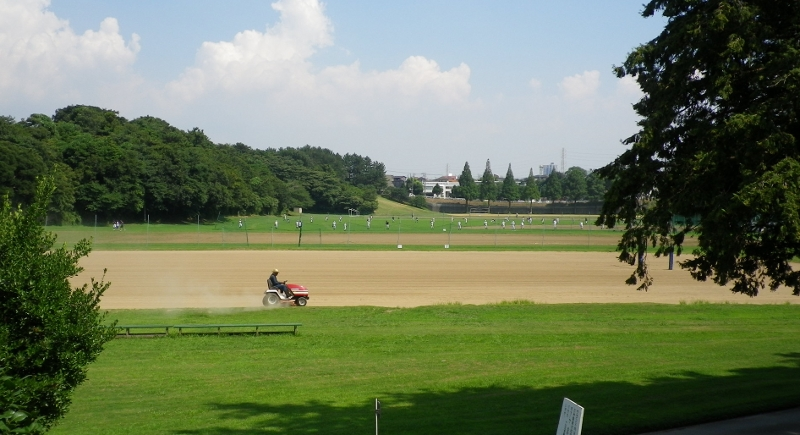
2011年8月撮影

東京大学検見川総合運動場（とうきょうだいがくけみがわそうごううんどうじょう）は、千葉県千葉市花見川区の花園町、朝日ケ丘町、畑町に跨る東京大学の総合運動場。従来までは、（一般財団法人）東京大学運動会がセミナーハウスの運営をしていたが、2020年4月1日から民間企業R.project社が引き継ぐ。
2020年より新型コロナウイルス感染症対策のため、再開の目処がつくまで予約を含め業務は停止している。
北側には大賀ハス通りをはさんで、大賀ハスや他のハスの品種を栽培育成していた旧、農学部附属緑地植物実験所、大学院薬学系研究科附属薬用植物園が隣接している。

## 設備

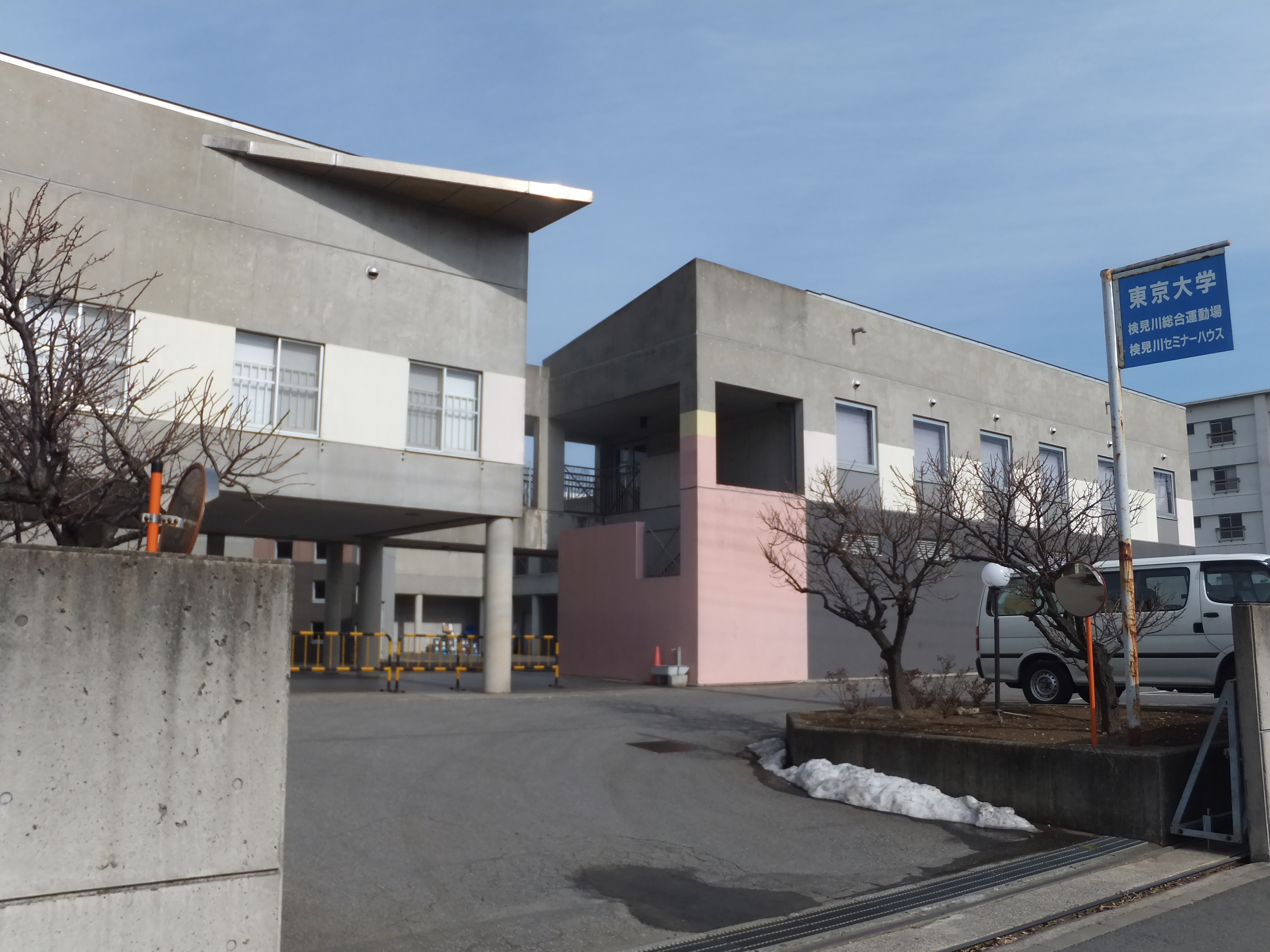
検見川セミナーハウス

- サッカーグラウンド5面（ただしこのうち1面は陸上競技施設と併用）
- 陸上競技施設
- 野球場
- アメリカンフットボール場
- ホッケー場
- ラグビー場
- テニスコート8面
- クロスカントリーコース
- 体育館
- セミナーハウス

他

## 所在地
- 検見川総合運動場：千葉市花見川区花園町1035（花園小学校横、東大グランド通り交差点の向かい側）
- 緑地植物実験所（田無キャンパスへ移転統合）：千葉市花見川区畑町1051
- 大学院薬学系研究科付属薬用植物園：薬用植物園：千葉市花見川区畑町1479
- 総武線　新検見川駅より徒歩8分ほど
- 京成千葉線　検見川駅より徒歩15分ほど
- 京葉線　検見川浜駅からは、タクシーかバスになる。バスは、直通は無く新検見川駅止まりとなり、目的地までは徒歩となる

## 歴史

### 草創期（昭和13〜15年）
- 東京帝國大学運動会（当時）が京浜沿線・板橋など近郊の候補地から選定して建設が決まった。
- 起伏のある地形がグラウンドとしての総合的な利用に向いており、東京帝國大学から40分ほどで行けるという地理的な要因から選ばれた。
- 丘陵地と平地で構成されていたため地ならしの必要があり、建設当時は「我々のグランドは我々の手で」をスローガンに7月のみ勤労奉仕学生が3年間建設に従事していた。

### 混乱期（昭和16-38年）

#### 検見川厚生農場時代
- 戦前は食糧難から東京大学検見川厚生農場として利用された。主に乳製品などが生産された。
- 戦後は、都内の燃料事情が逼迫したため、1947年から運動場及び周辺の埋蔵量1000万トンと見込まれた泥炭開発が盛んに行われた[1]。採掘の最中に縄文時代の丸木舟などが出土、後に大賀ハスの発掘に結び付いた。

#### ゴルフ場時代（昭和28〜37年）
- 戦後食料余剰の時期にゴルフ場として運営されていた。当時は国立施設が使用されることに反対の声も多かった。
- 1947年（昭和22年）7月28日、泥炭の採掘現場で縄文時代の丸木舟が掘り出され、その後1951年（昭和26年）3月には、今から2000年前（弥生時代後期）のハスの実3粒が発掘された。3粒のハスの実のうちの1粒が植物学者の大賀一郎博士によって発芽に成功、翌年の1952年（昭和27年）7月18日にピンク色の大輪の花を咲かせ大賀ハスと名づけられた。

### 発展期（昭和38年〜）

#### 東京オリンピック会場としての利用
- 1964年東京オリンピックでは起伏を活かし、近代五種のうちクロスカントリーのコースとして使用された。
- サッカー日本代表の合宿地として有名で、日本代表は1997年に福島県のJヴィレッジが開場するまでは検見川グラウンドにて練習を行っていた。
- 1968年のメキシコオリンピック開催前にサッカー日本代表は検見川で合宿をし、FW の釜本邦茂、MF の杉山隆一、八重樫茂生、松本育夫など日本サッカー史上に残る名選手が集った。名コーチのデットマール・クラマーに鍛えられた日本代表は銅メダルを獲得するなど縁起の良い場所となった。

#### 売却問題
東京大学は、法人化に伴い財政難に陥っており、大賀ハスの生育されている施設を含めた、同運動場の売却を検討していた。これに対し、千葉市民らが、大賀ハスが千葉市の市花となっており、シンボルキャラクターともなっていることなどを考慮し、存続を求めている。
現在は騒動は収束している。
現在は、ボランティア団体「大賀ハスのふるさとの会」が東京大学からハス見本園の管理を引き継ぎ、観蓮会の開催や蓮文化の継承と普及を行っている。

#### 記念史の発行
- 昭和52年、東京大学運動会により四十年記念史が発行される。

## 地域の顔としての検見川グラウンド
- 毎年、近隣の花園小学校、畑小学校などが遠足で訪れる（花園小学校はグラウンドまで徒歩1分ほどである）。
- 毎年、近隣住民で結成された大賀ハスふるさとの会が観蓮会を開催している。
- その他、クロスカントリー大会が開催されたこともある。

## 周囲の写真

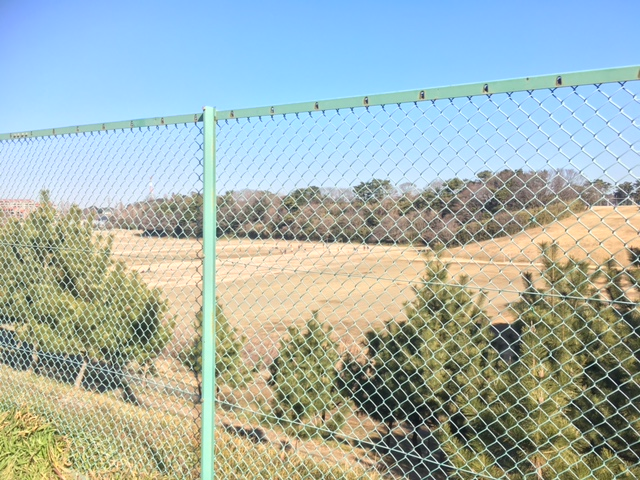
東側から眺めるグラウンド

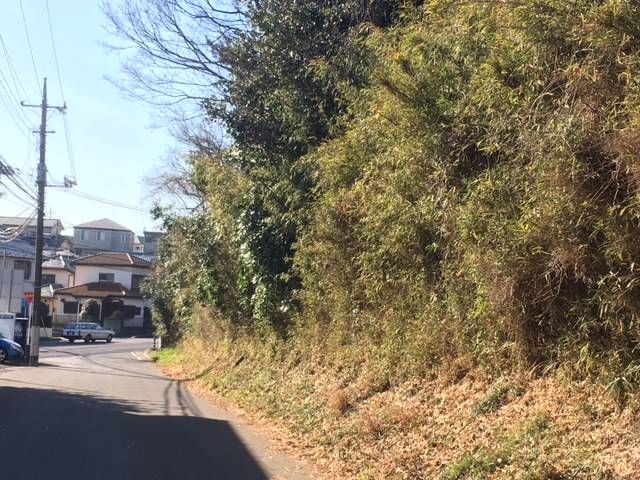
南側は周囲と5メートルほど高低差がある。

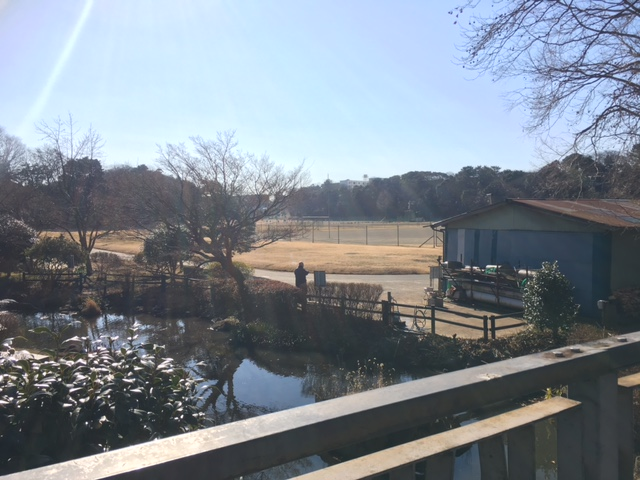
西側には大賀ハスの観蓮池がある。

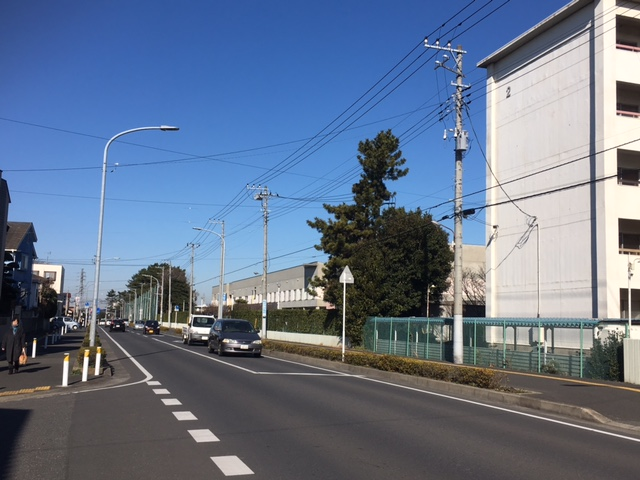
北側は広い道路で周囲の住宅地と区切られている。

検見川地区はかつて沼であったため、起伏の大きな地形が特長である。
周囲は道路に囲まれているが、一周するのに自転車で約20分かかる。